# Палата общин Великобритании

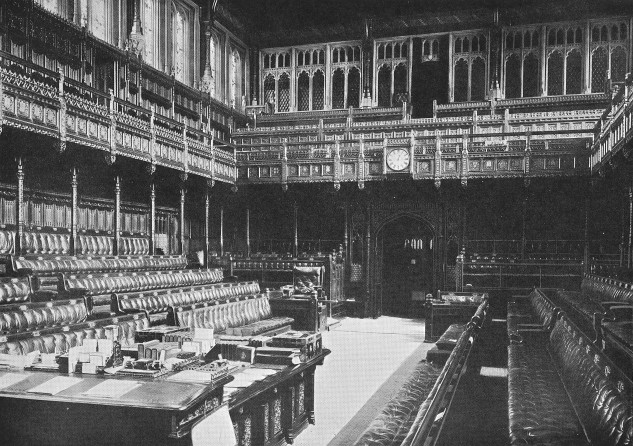
Зал заседаний Палаты общин, Вестминстерский дворец, Лондон, фотография 1891 года

Пала́та о́бщин (англ. House of Commons; полное наименование — Почте́нные о́бщины Соединённого Короле́вства Великобрита́нии и Се́верной Ирла́ндии, собра́вшиеся в Парла́менте, англ. The Honourable the Commons of the United Kingdom of Great Britain and Northern Ireland in Parliament assembled) — нижняя палата парламента Великобритании.

## История развития
Парламент развился из совета при короле в Средние века. Этот королевский совет, собиравшийся на короткий период, включал церковников, дворян и представителей графств (известных как «Рыцари графства»). Основной заботой этого собрания было одобрение налогов, предложенных короной. Постепенно совет развился в законодательную власть.

## Организация деятельности

### Порядок формирования
Формирование палаты общин осуществляется путём всеобщих равных прямых выборов при тайном голосовании на основе мажоритарной системы (англ. first past the post) относительного большинства по одномандатным избирательным округам. Это означает, что для получения депутатского мандата кандидату необходимо набрать простое большинство голосов избирателей, при этом он вправе избираться в нескольких округах одновременно, а после объявления результатов выборов, в случае победы, он должен решить, какой округ будет представлять в палате общин.
Выборы в палату общин могут быть общими, то есть проходить одновременно на всей территории страны, или промежуточными, то есть проводиться дополнительно в отдельных избирательных округах в связи с вакансией, открывшейся в результате смерти или отставки депутата.
Британское парламентское право содержит ряд условий, определяющих недопустимость участия в парламентских выборах. Так, не могут быть членами палаты общин: 1) иностранцы; 2) некоторые должностные лица, в частности — члены палаты лордов; 3) государственные гражданские и военные служащие; 4) лица, отбывающие наказание за государственную измену; 5) лица, страдающие психическими заболеваниями; 6) банкроты; 7) лица, признанные виновными в применении незаконных и бесчестных приёмов на выборах.
Пассивным избирательным правом обладают британские граждане, достигшие 21 года, за исключением перечисленных выше. В случае избрания в палату общин лица, не отвечающего требованиям, предъявляемым к депутатам, выборы могут быть признаны недействительными, а такое лицо — дисквалифицировано, если только к моменту дисквалификации препятствия к занятию места в палате не будут устранены.

### Состав
Число избираемых депутатов палаты общин соответствует количеству избирательных округов, которое может меняться в результате пересмотра их границ в зависимости от численности населения. В настоящее время, по итогам последних выборов 2024 года, депутатский корпус составляет 650 членов.
Так как палата общин играет главную роль в осуществлении функций парламента, её депутатов принято именовать «членами парламента» (англ. Members of Parliament, сокращенно — MPs).
Члены парламента не вправе одновременно избираться в палату лордов, однако могут входить в состав правительства, которое формируется по представлению премьер-министра. Формально парламент не участвует в назначении премьер-министра — это прерогатива монарха. На практике монарх может назначить главой правительства только члена той партии, которая имеет большинство в парламенте, поскольку в соответствии с конституционным обычаем премьер-министром становится лидер партии, получившей большинство мандатов в палате общин.

### Срок полномочий
Срок полномочий палаты общин составляет 5 лет. Однако, до 2011 года Премьер-министр обладал правом в любой момент обратиться к монарху с просьбой о назначении досрочных выборов. Например, в случае, если парламент не поддерживал определенный правительственный закон Премьер-министр мог потребовать назначения досрочных выборов с целью представления этого законопроекта уже новому депутатскому составу. Разумеется, в случае изменения предпочтения избирателей после выборов Премьер-министр мог смениться.

### Акт о фиксированном сроке полномочий парламента
В 2011 году парламентом был принят «Акт о фиксированном сроке полномочий парламента». В соответствии с этим актом досрочные выборы могут быть назначены исключительно в случаях:
1. если не менее, чем 2/3 от общего состава парламента (включая вакантные места) проголосует за проведение досрочных выборов;
2. парламент проголосует за решение о выражении недоверия правительству Великобритании и в течение 14 дней после этого этот же либо другой состав правительства не получит решение парламента о доверии.

Парламент распускается за 17 дней до дня выборов. Таким образом, в течение избирательной кампании депутаты сохраняют свои полномочия и страна не остается без управления.
В 2022 году «Акт о фиксированном сроке полномочий парламента» был отменён.

## Структура

### Должностные лица

#### Спикер
Председателем палаты общин является спикер (англ. Speaker). Он избирается из числа наиболее старейших и уважаемых её членов в начале работы парламента нового созыва либо при возникновении соответствующей вакансии. Кандидатура спикера должна быть согласована лидерами политических партий, представленных в палате, и одобрена монархом. Если спикер сохраняет место депутата после очередных парламентских выборов, то депутаты переизбирают его на новый срок. Таким образом, спикер продолжает оставаться в должности до тех пор, пока не потеряет свой депутатский мандат, либо не уйдет в отставку по собственной инициативе. По окончании полномочий спикер по традиции получает титул барона и членство в палате лордов.
Основная задача спикера заключается, во-первых, в обеспечении взаимодействия палаты общин с монархом, правительством и другими институтами власти, а во-вторых — в осуществлении организационного руководства палатой. Так, спикер определяет порядок выступления депутатов и следит за тем, чтобы они говорили по существу вопроса, контролирует ход прений и применяет дисциплинарные меры к нарушителям порядка; выбирает комитет, который будет работать над законопроектом, и назначает его председателя; определяет, относится ли законопроект к числу финансовых и принимает решение о проведении заседания комитета всей палаты; подтверждает преодоление права вето палаты лордов и др. Таким образом, спикер играет важную роль в работе парламента. С учётом этого, а также в целях недопущения преимуществ для той партии, к которой принадлежит спикер, сразу после избрания он формально выходит из её состава. Чтобы предотвратить давление спикера на депутатов в ходе дебатов, ему, как и его заместителям, не предоставляется права выступать на заседаниях палаты и участвовать в голосовании. Исключение составляет случай, когда голоса депутатов разделяются поровну. При этом даже в этом случае спикер обязан голосовать согласно следующим принципам: всегда, когда это возможно, голосовать за продолжение обсуждения, не создавать своим голосом большинство за изменение «статуса-кво» (то есть спикер будет голосовать против принятия закона, однако поддержит принятие законопроекта в первом либо втором чтении — так как это позволяет продолжить обсуждение).
С 2009 по 2019 год спикером палаты являлся Джон Беркоу. 4 ноября 2019 года его преемником был избран Линдси Хойл.

#### Вице-спикер
Спикер имеет трёх заместителей (вице-спикеров, англ. Deputy Speaker), которые тоже считаются беспартийными парламентариями и при обычных условиях не голосуют. Первый заместитель спикера именуется председателем комитета путей и средств (англ. Chairman of ways and means). Он замещает спикера в его отсутствие и руководит заседаниями в том случае, если палата общин преобразуется в Комитет всей палаты.

#### Лидер
Лидером палаты общин является член Кабинета министров. В соответствии с Актом о палате общин 1978 года его назначает монарх по представлению премьер-министра из числа наиболее влиятельных членов правящей партии. Основная функция лидера — представительство правительства в палате. Ему принадлежат такие важные полномочия, как определение повестки дня и программы законодательных мероприятий.
Должность занимает Люси Пауэлл с 5 июля 2024 года.

#### Клерк
Клерк палаты общин — одновременно главный советчик палаты по процедурным вопросам и главный исполнитель (Chief Executive) палаты. Это постоянная должность, и он — не член палаты общин. Клерк советует спикеру, подписывает приказы и официальные заявления, а также подписывает и ставит печать на билль. Он — глава совета по управлению (Board of Management), который состоит из глав шести департаментов палаты. Помощник клерка называется ассистентом. Ещё одно должностное лицо — парламентский пристав, обязанность которого поддерживать закон, порядок и безопасность в палате. Парламентский пристав носит церемониальную булаву, символ авторитета короны и палаты. Булаву кладут на стол перед заседанием.

### Комитеты
Палата общин включает в себя общие, специальные и объединённые комитеты, а также Комитет всей палаты.

#### Общие комитеты
Общие комитеты (англ. general committees) формируются для постатейного рассмотрения законопроектов — биллей, как публичных (англ. public bill committees), так и частных (англ. private bill committees). Для рассмотрения каждого конкретного билля создаётся отдельный комитет, который после выполнения своей задачи распускается. В палате может функционировать одновременно несколько общих комитетов, насчитывающих от 16 до 50 членов, численность которых пропорциональна партийным фракциям. В основном общие комитеты рассматривают самые разнообразные по своей направленности законопроекты, однако некоторые из них определенным образом ориентированы (англ. additional general committees), например, Большой Шотландский, Большой Уэльский, Большой Североирландский и другие комитеты.

#### Специальные комитеты
Специальные комитеты (англ. select committees) создаются в начале парламента нового созыва и насчитывают от 11 до 17 членов. Особое место среди них занимают комитеты по контролю за деятельностью правительства (англ. departmental select committees). Впервые созданные в 1979 году, они образуются по отраслям управления. Главная их задача — контроль над деятельностью министров, поэтому и система этих комитетов и привязана к структуре правительства. Члены правительства не вправе входить в состав таких комитетов, но могут присутствовать на заседаниях и выступать от имени правительства, не участвуя в голосовании. Депутаты палаты общин, не состоящие в соответствующем комитете, также вправе присутствовать на его заседаниях, но без права голосования. К специальным комитетам также относят комитеты по особо важным вопросам (англ. topical select committees), в частности Комитет по делам Европейского союза, а также внутренние комитеты (англ. internal select committees), обеспечивающие функционирование палаты, среди которых Комитет по отбору, Комитет по процедуре и др.

#### Объединённые комитеты
Объединённые комитеты (англ. joint committees) формируемые из равного числа членов палаты общин и членов палаты лордов, создаются для рассмотрения вопросов, касающихся обеих палат парламента. Некоторые из них функционируют на постоянной основе (англ. major joint committees), например, Комитет по правам человека, Комитет по делегированному законодательству. Отличительной чертой объединённых комитетов является то, что, во-первых, председатель — им может быть член любой их палат — назначается самим комитетом, во-вторых, доклад о свой работе комитет представляет обеим палатам.

#### Комитет всей палаты
Комитет всей палаты (англ. Committee of the Whole House) — особый комитет, в состав которого входит вся палата общин. Председателем Комитета, как правило, выступает первый заместитель спикера. Комитет всей палаты собирается для рассмотрения только наиболее важных, в том числе финансовых законопроектов. Проведения заседания в таком формате позволяет всем членам парламента участвовать в постатейном рассмотрении важнейших законопроектов по упрощенной процедуре, предназначенной для работы комитетов. После окончания работы комитета всей палаты парламент рассматривает законопроект так же, как и после обычного рассмотрения любым из комитетов.

### Политические партии
Политическая структура палаты общин выглядит следующим образом:
| Партия | Партия                                        | Количество мест |
| ------ | --------------------------------------------- | --------------- |
|        | Лейбористская партия                          | 411             |
|        | Консервативная партия                         | 121             |
|        | Либерально-демократическая партия             | 72              |
|        | Шотландская национальная партия               | 9               |
|        | Шинн Фейн                                     | 7               |
|        | Независимые                                   | 6               |
|        | Демократическая юнионистская партия           | 5               |
|        | Реформировать Соединённое Королевство         | 5               |
|        | Зелёная партия Англии и Уэльса                | 4               |
|        | Плайд Камри                                   | 4               |
|        | Социал-демократическая и лейбористская партия | 2               |
|        | Альянс                                        | 1               |
|        | Ольстерская юнионистская партия               | 1               |
|        | Традиционный юнионисткий голос                | 1               |
|        | Спикер                                        | 1               |